# Domenico Pozzovivo
Domenico Pozzovivo (Policoro, Basilicata, 30 de novembre de 1982) és un ciclista italià, professional des del 2005 fins al 2024.
En el seu palmarès destaquen la victòria al Brixia Tour de 2010, el Giro del Trentino del 2012 i una etapa al Giro d'Itàlia del 2012.

## Palmarès
- 2004
  - Vencedor d'una etapa del Giro del Friül-Venècia Júlia
- 2009
  - Vencedor d'una etapa de la Settimana Ciclistica Lombarda
- 2010
  - 1r al Brixia Tour i vencedor de 2 etapes
  - Vencedor d'una etapa del Giro del Trentino
- 2011
  - Vencedor d'una etapa al Brixia Tour
- 2012
  - 1r al Giro del Trentino i vencedor d'una etapa
  - Vencedor d'una etapa al Giro d'Itàlia
  - Vencedor d'una etapa a la Volta a Eslovènia
- 2015
  - Vencedor d'una etapa a la Volta a Catalunya
  - Vencedor d'una etapa al Giro del Trentino
- 2017
  - Vencedor d'una etapa a la Volta a Suïssa
- 2018
  - Vencedor de la Copa d'Itàlia de ciclisme

### Resultats al Giro d'Itàlia
- 2005. Abandona
- 2007. 17è de la classificació general
- 2008. 9è de la classificació general
- 2010. Abandona (13a etapa)
- 2011. Abandona (15a etapa)
- 2012. 8è de la classificació general. Vencedor d'una etapa
- 2013. 10è de la classificació general
- 2014. 5è de la classificació general
- 2015. Abandona (3a etapa)
- 2016. 20è de la classificació general
- 2017. 6è de la classificació general
- 2018. 5è de la classificació general
- 2019. 19è de la classificació general
- 2020. 11è de la classificació general
- 2021. No surt (7a etapa)
- 2022. 80è de la classificació general
- 2023. No surt (10a etapa)
- 2024. 20è de la classificació general

### Resultats a la Volta a Espanya
- 2013. 6è de la classificació general
- 2015. 11è de la classificació general
- 2017. Abandona (11a etapa)
- 2022. Abandona (15a etapa)

### Resultats al Tour de França
- 2016. 33è de la classificació general
- 2018. 18è de la classificació general
- 2020. No surt (10a etapa)